# Slap Ulaan Cutgalan
Slap Ulaan Cutgalan (mongolsko Улаан цутгалан) je slap v okrožju Bat-Ölzii, provinca Övörkhangai, Mongolija.

## Zgodovina
V kvartarju je pri izviru reke Cagan Azarga prišlo do vulkanskega izbruha. Reka je tekla po dolini Orhona in ustvarila debele plasti vulkanske kamnine, ki so se raztezale več kilometrov. Reka Orhon je nato prečkala te plasti in ustvarila sotesko z današnjim slapom.

## Geologija
Slap je visok 24 metrov in širok 10 metrov. Je najširši slap v Mongoliji. Vodo prejema iz reke Orhon.